# Винеторі (Клуж)
Винеторі (рум. Vânători) — село у повіті Клуж в Румунії. Входить до складу комуни Чуча.
Село розташоване на відстані 375 км на північний захід від Бухареста, 59 км на захід від Клуж-Напоки.

## Населення
За даними перепису населення 2002 року у селі проживала 491 особа, з них 487 осіб (99,2%) румунів. Рідною мовою 490 осіб (99,8%) назвали румунську.